# Tintinnar di manette
Tintinnar di manette è un'espressione divenuta sinonimo, soprattutto nel linguaggio giornalistico, di un uso della carcerazione preventiva come strumento usato dal magistrato per ottenere la confessione dell'indagato.

## Origine dell'espressione
Si tratta di un'espressione d'autore: riecheggia l'assonante «tintinnar di sciabole» con cui Pietro Nenni aveva condensato retrospettivamente il clima politico del 1964, con l'addensarsi di lunghe ombre (Piano Solo) sull'esperienza politica del cosiddetto centro-sinistra "organico". L'espressione non risale al 1964 e non è contenuta nei suoi Diari.
Il sintagma fu usato da Oscar Luigi Scalfaro, presidente delle Repubblica italiana in un'occasione ufficiale, il messaggio di fine anno del 31 dicembre 1997.
Come nello stesso messaggio ricordato da Scalfaro stesso, l'allora presidente aveva da poco suscitato una polemica istituzionale avendo auspicato che, dati gli effetti sulla società italiana dello scandalo di Tangentopoli, si potesse giungere a una normalizzazione, tornando sul binario. La dichiarazione aveva provocato forti reazioni da parte della magistratura, in favore della quale solo pochi mesi prima lo stesso Scalfaro aveva preso posizione in modo molto netto invitando la Commissione Bicamerale per le riforme a non occuparsi dei giudici.
Perciò nel messaggio di fine anno, dopo aver accennato egli stesso alla reazione dei magistrati, Scalfaro tornò sul punto con questa espressione:
(Oscar Luigi Scalfaro, messaggio alla nazione del 31 dicembre 1997)

## Il riferimento all'utilizzo confessorio della custodia cautelare
L'espressione di Scalfaro era dichiaratamente riferita all'utilizzo dell'istituto della carcerazione preventiva, e infatti seguiva questa esplicita considerazione:
(Oscar Luigi Scalfaro, messaggio alla nazione del 31 dicembre 1997)
Il riferimento storico era al momentaneo appannamento che ha registrato negli anni Novanta il diritto di difesa, nonostante formalmente che, nel diritto italiano, sia sempre stato in vigore il principio contenuto nel brocardo: "Nemo tenetur se detegere, suam turpitudinem alligans". L'ordinamento giuridico basa, infatti, l'accertamento della verità processuale su un bilanciamento di interessi: la libertà morale dell'indagato contro l'interesse alla repressione dei reati. Non si ritiene, infatti, genuina l'autoaccusa del sospetto quando avvenga in una situazione di coercizione fisica (carcere preventivo) o morale (obbligo a collaborare incondizionatamente con la giustizia, foriero di sanzioni se disatteso). Ecco perché, a differenza degli altri soggetti del procedimento penale (testimoni, periti, ecc.), nei confronti dell'accusato l'obbligo di parlare non può essere estorto, fino al punto di incriminare sé stessi.
La custodia cautelare in carcere è prevista dagli articoli 280 e 285 del codice di procedura penale. Può essere disposta nei confronti di imputati di delitti, consumati o tentati, per i quali sia prevista la pena della reclusione non inferiore nel massimo a quattro anni; l'imputato è catturato dalla polizia giudiziaria e immediatamente condotto in un istituto di custodia per rimanervi a disposizione dell`autorità giudiziaria. Si applicano le condizioni richieste negli articoli 274 e 275, per i quali la misura cautelare può essere disposta solo in presenza di inderogabili esigenze attinenti alle indagini, quando vi sia concreto pericolo per l'acquisizione o la genuinità della prova, quando l'imputato si sia reso latitante o vi sia concreto pericolo di fuga; si richiede che la sentenza che si prevede per i reati ascritti conterrà una pena non inferiore ai due anni e comunque la misura deve essere proporzionata a quella ipotetica pena e all'entità del fatto.

## La polemica successiva alla dichiarazione di Scalfaro
Tale espressione del Presidente della Repubblica del 1997 suscitò forti dibattiti ed ebbe una grande diffusione mediatica. Da alcuni fu vista come una forte reazione contro una presunta degenerazione del costume giudiziario che avrebbe usato la minaccia dell'arresto come strumento per ottenere la confessione dell'indagato, e da altri come un'indebita pressione sulla magistratura.
Tre mesi più tardi, il 24 marzo 1998, Scalfaro tornò sull'argomento, incontrando al Quirinale una delegazione dell'Osservatorio sulle riforme istituzionali e il presidente dell'Azione Cattolica italiana Giuseppe Gervaso. Scalfaro inquadrò gli accadimenti del periodo come uno scontro fra Bettino Craxi, che aveva imposto la responsabilità civile per i giudici, e la magistratura, che avrebbe reagito ritorsivamente.Tornando sull'argomento nel 2002, Scalfaro ribadì in un'intervista al Corriere della Sera che nella conduzione delle inchieste sulla corruzione politica in Italia si era abusato del cosiddetto "arresto facile".
Uno dei magistrati di punta del pool di Mani pulite, Antonio Di Pietro, dichiarò in un suo libro che l'espressione era riferita al pool, ma che Scalfaro avrebbe sbagliato indirizzo e dicendosi perplesso di fronte a questo suo modo di fare, a volte di appoggio e a volte di critica, a seconda del momento, un atteggiamento pilatesco rispetto a Mani Pulite.
Da allora l'espressione è usata per indicare una determinata fase dell'attività del pool di Mani Pulite, o più genericamente dell'abuso della carcerazione preventiva.

## La diffusione dell'espressione ed il suo uso allargato
Riprendendo l'antica polemica, parafrasando l'espressione diventata usuale Oscar Luigi Scalfaro ha nel 2009 pubblicato il libro (curato da Guido Dell'Aquila) Quel tintinnar di vendette. Giustizia difficile tra protagonismo dei magistrati e ritorsioni della politica.
L'espressione ha trovato poi un uso allargato per indicare, in senso positivo o negativo, tutte le volte in cui viene auspicato o temuto l'intervento penale per le diverse situazioni.